# Pachnobia conditoides
Pachnobia conditoides là một loài bướm đêm trong họ Noctuidae.